# مجموعة ميثيلين

مجموعة الميثيلين باللون الأزرق في مركبات عضوية مختلفة.

مجموعة الميثيلين في الكيمياء العضوية هي أي قسم في مركب عضوي يتألف من ذرتي هيدروجين مرتبطتين إلى ذرة كربون CH2. إن أبسط مركب عضوي حاوي على مجموعة الميثيلين هو مركب الميثيلين (CH2) وهو عبارة عن كربين ذو نشاط كيميائي كبير.
حسب تسمية الاتحاد الدولي للكيمياء البحتة والتطبيقية (IUPAC) فإن تسمية الميثيلين يمكن إطلاقها كسابقة لتسمية مركب عندما تكون مرتبطة عن طريق رابطة مضاعفة (CH2=)، وتسمّى الرابطة CH2= حينها باسم ميثيليدين. على سبيل المثال يطلق اسم ثنائي كلورو الميثيلين على مركب ثنائي كلورو الميثان.
على العموم تسمّى مجموعة (–CH2–) ضمن المركبات العضوية باسم جسر ميثيلين. يمكن لمجموعة الميثيلين عندما تكون على شكل جسر أن تشكّل ربيطة ثنائيّة السن تجمع بين فلزين في معقد تساندي. كمثال على ذلك جسر الميثيلين بين الألومنيوم والتيتانيوم في كاشف تيبي (Tebbe's reagent).
ولاكن ب النسبه للصيغه الاتيه CnH2n لاتصح التسميه

## أصل التسمية
أول من أطلق اسم ميثيلين هما العالمان الفرنسيان جان بابتست دوما Jean Baptiste Dumas وأوجين بيليغو Eugène-Melchior Péligot اللذان نحتا التسمية من اللغة اليونانية méthy كحول و hýlē خشب، وذلك عام 1834 وذلك للإشارة إلى الشكل منزوع الماء من الميثانول والذي كان يحصل عليه من التحلل الحراري للخشب.

## اقرأ أيضاً
- مجموعة الميثيل
- مجموعة الميثين
- مجموعة الفينيلين